# Koczergi
Koczergi – wieś w województwie lubelskim, powiat parczewski, gminie Parczew. W latach 1919–61 w granicach Parczewa. Leży nad rzeką Piwonią.
Wieś stanowi sołectwo w gminie Parczew. Według Narodowego Spisu Powszechnego z roku 2011 wieś liczyła 555 mieszkańców.
Wierni Kościoła rzymskokatolickiego należą do parafii Opatrzności Bożej w Parczewie.

## Historia
Wieś królewska położona była w drugiej połowie XVI wieku w powiecie lubelskim województwa lubelskiego.
W 1565 r. istniało pod Parczewem pole Koczergi, zapisane również w 1570 r. W 1626 r. był tu już młyn wodny o 3 kołach noszący nazwę Koczergi, w 1661 r. młyn „na przedmieściu Koczirgach ...” lub „na Kocirgach”. W 1663 r. zapisano je Koczerki, w 1676 r. Koczerhy, w 1685 r. określone jako wieś, zaś w 1781 r. ponownie określone jako przedmieście Parczewa. Na mapie z 1801 r. widnieją Koczyrki z młynem, także na mapie z początku XX w. są Koczergi. Brak ich w skorowidzu miejscowości z 1921 r., są w wykazie z 1960 r. zapisane jako część m. Parczewa i tak jest do dzisiaj.
13 października 1919 Koczergi wyłączono z gminy Tyśmienica i włączono go do odzyskującego status miasta Parczewa. 31 grudnia 1961 Koczergi wyłączono ponownie z Parczewa i włączono do nowo utworzonej gromady Parczew.
W latach 1975–1998 miejscowość administracyjnie należała do województwa bialskopodlaskiego.